# Scorias
Scorias — рід грибів родини Capnodiaceae. Назва вперше опублікована 1832 року.

## Класифікація
Згідно з базою MycoBank до роду Scorias відносять 10 офіційно визнаних видів:
- Scorias brasiliensis
- Scorias capitata
- Scorias citrina
- Scorias communis
- Scorias cylindrica
- Scorias leucadendri
- Scorias mangiferae
- Scorias paulensis
- Scorias philippinensis
- Scorias spongiosa